# Pestenrain
Pestenrain ist ein Gemeindeteil der Stadt Dietfurt an der Altmühl im Landkreis Neumarkt in der Oberpfalz in Bayern.

## Lage
Der Weiler liegt östlich vom Gemeindesitz auf der Hochfläche der südlichen Frankenalb. Von der Staatsstraße 2394 besteht zwischen Wildenstein und Predlfing eine abzweigende Straße nach Pestenrain. Außerdem kann der Weiler vom Nachbarort Eutenhofen aus erreicht werden.

## Geschichte
1333 hatte das Kloster Neuburg an der Donau Besitz in Pestenrain, für den Dietrich der Schenk von Flügelsberg als Klostervogt zuständig war. 
Als im Dreißigjährigen Krieg in Dietfurt die Pest wütete und für die vielen Toten dort kaum noch Platz war, soll man sie nach Pestenrain zur Bestattung gebracht haben.
Mit dem Gemeindeedikt (frühes 19. Jahrhundert) gehörte Pestenrain zum Landgericht Riedenburg im Regenkreis (1837 in Oberpfalz umbenannt). In einer Beschreibung des Regenkreises vom Jahr 1830 heißt es, dass Pestenrain aus zwei Häusern mit 14 Einwohnern besteht.
Im Zuge der Gebietsreform wurde Pestenrain 1972 ein Gemeindeteil der Stadt Dietfurt im oberpfälzischen Landkreis Neumarkt, da der Landkreis Riedenburg aufgelöst wurde.